# Zuia
Zuya (em basco) ou Zuia (em castelhano) é um município da Espanha na província de Álava, comunidade autónoma do País Basco. Tem 122,49 km² de área e em 2021 tinha 2 318 habitantes (densidade: 18,9 hab./km²).

## Demografia
| Variação demográfica do município entre 1991 e 2004 | Variação demográfica do município entre 1991 e 2004 | Variação demográfica do município entre 1991 e 2004 | Variação demográfica do município entre 1991 e 2004 |
| --------------------------------------------------- | --------------------------------------------------- | --------------------------------------------------- | --------------------------------------------------- |
| 1991                                                | 1996                                                | 2001                                                | 2004                                                |
| 1211                                                | 1451                                                | 1906                                                | 2219                                                |